# Mournouards II
Mournouards II ist eines von drei Felsengräbern (französisch hypogeus) an einem Platz namens La Mournouards in Le Mesnil-sur-Oger, südlich von Épernay im Département Marne in Frankreich. 
Das erste der zu den Marnegrotten gehörenden Felsengräber wurde 1845 zerstört entdeckt. Die Kammer war rund, mit einem umlaufenden Bankaltar. Die Skelettteile lagen in Gruppen auf dem Bankaltar. 
Das zweite La Mournouards I ist eine einfache Kammer ohne Vorkammer.  Die Arbeiten an der Höhle führte zu der versehentlichen Zerstörung der Decke von Mournouards II.

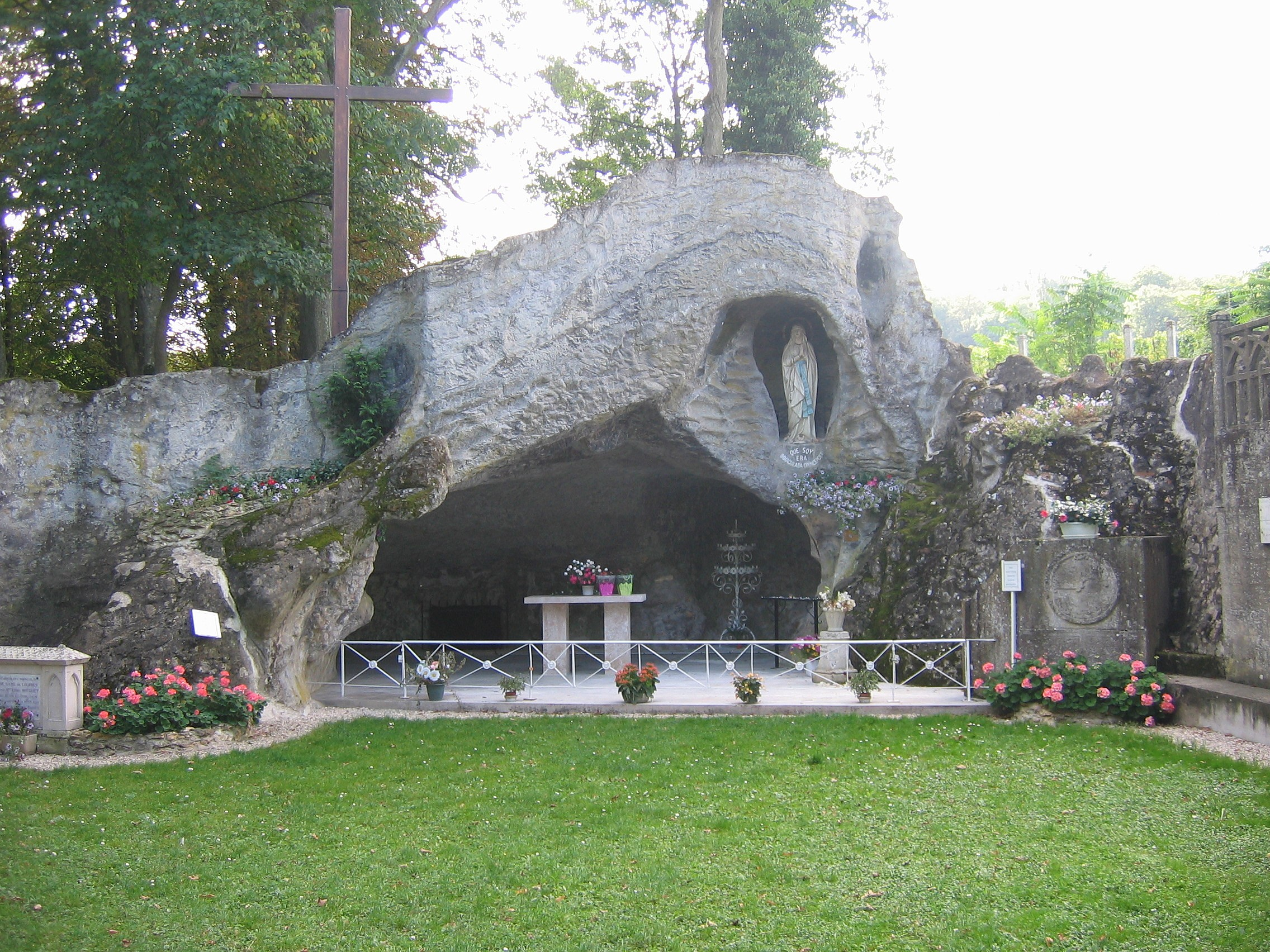
Grotte du Mesnil

## Beschreibung

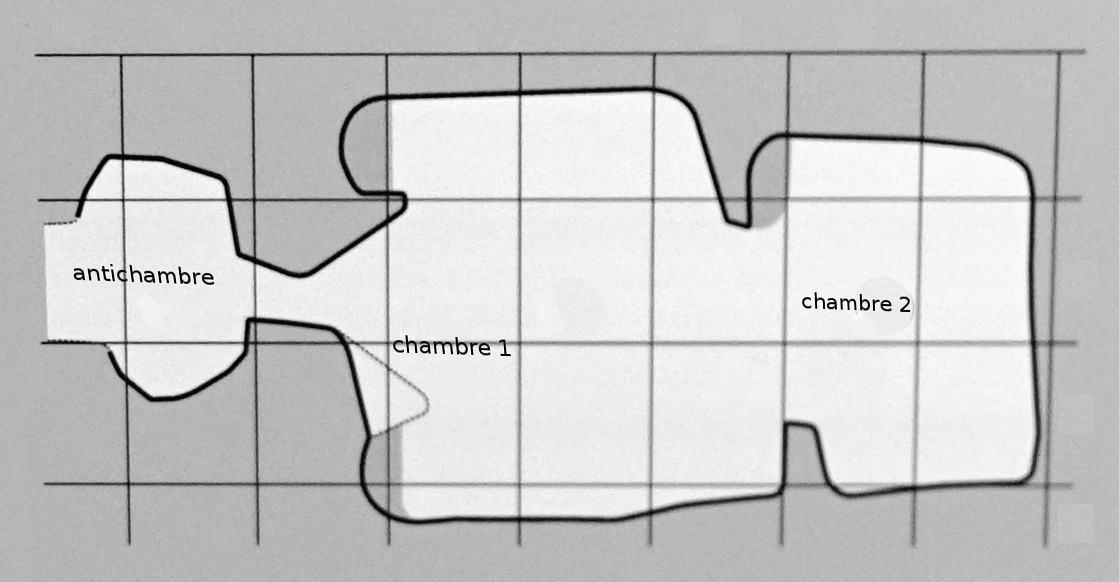

Mournouards II ist ein Hypogäum mit Vorkammer (französisch hypogeus antégrotte) dessen Hauptkammer mittels seitlicher, leicht versetzter Einschnürungen, in einen größeren vorderen (chambre 1) und einen kleineren hinteren (chambre 2) Bereich geteilt wird. Es ist Nordwest-Südost orientiert, mit dem Zugang im Südosten. Es wurde in Kreidefelsen der Côte d'Ile-de-France gebaut. Der Zugang unter dem Weinberg war vollständig verfüllt und konnte nicht untersucht werden. 

### Vorkammer
Die ovale Vorkammer (französisch Antichambre) von 1,75 m Breite und 1,1 m Länge liegt mittig zur Kammer. Die gewölbte Decke ist maximal einen Meter hoch. Die Vorkammer wird durch einen 0,75 m hohen, 0,5 m breiten und etwa 0,75 m langen Schlupf (französisch petite chatière – deutsch „Katzenklappe “) von der Kammer getrennt. Die Verschlussvorrichtung wurde in der Vorkammer gefunden. Es besteht aus einer Platte. Eine Nut im Boden und an der Oberseite dient der Fixierung.

### Hauptkammer
Die Hauptkammer misst etwa 5,0 m × 3,0 m. Die durchschnittliche Höhe beträgt lediglich 1,15 m. Seitlich des Schlupfes liegen innen, 0,15 m über dem Boden zwei Altarnischem von 0,30 m Breite. Eine dritte liegt im hinteren Kammerbereich. Eine dünne Schicht aus Kreide bedeckt den fast flachen Boden. Sie enthielt etwa 80 Individuen, die während zwei Phasen der Nutzung in Richtung – 3300 und 3000 v. Chr. eingebracht wurden. 
Die Ausgrabung erlaubt eine genaue Beschreibung der Architektur, der Einbringsell und der Knochen. Die Lage der Einbringsel inspirierte André Leroi-Gourhan, von individuellen und kollektiven Bestattungen auszugehen. Ihm war es möglich, acht Lager von Pfeilspitzen zu unterscheiden (5 in der Endkammer, zwei an den Seiten des vorderen Kammerbereichs und eines in der Vorkammer) die zu 93 Pfeilen gehören. Die Verteilung der 79 Leichen (41 Erwachsene, 14 Jugendliche, 24 Kinder) entspricht der der Pfeile. 50 von ihnen gehören in die älteste Belegungsphase. Nach A. Leroi-Gourhan wurden die Leichen in einem Leichentuch, das nicht den Kopf bedeckte, in Rückenlage deponiert.

Funde
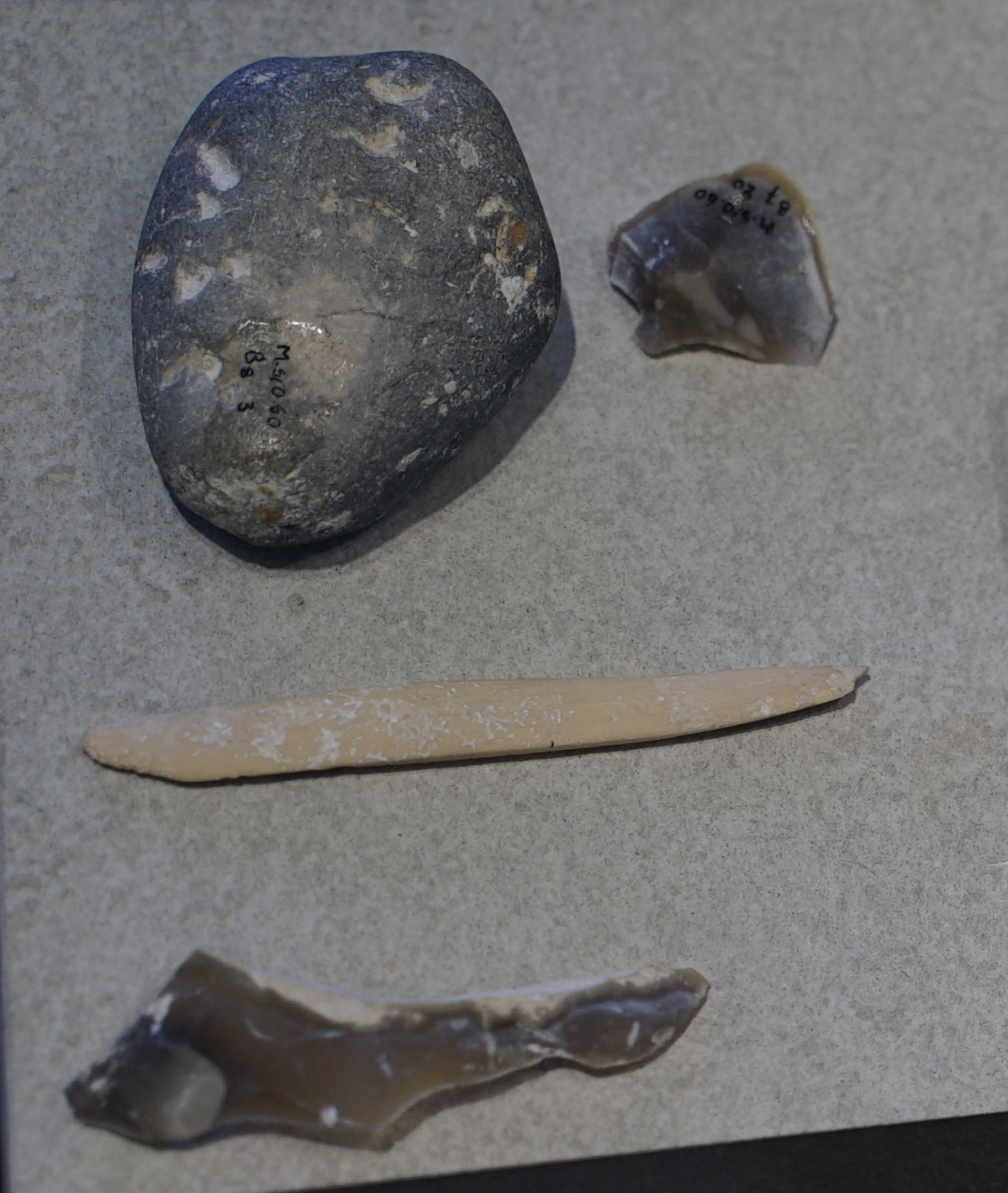
Vorkammer
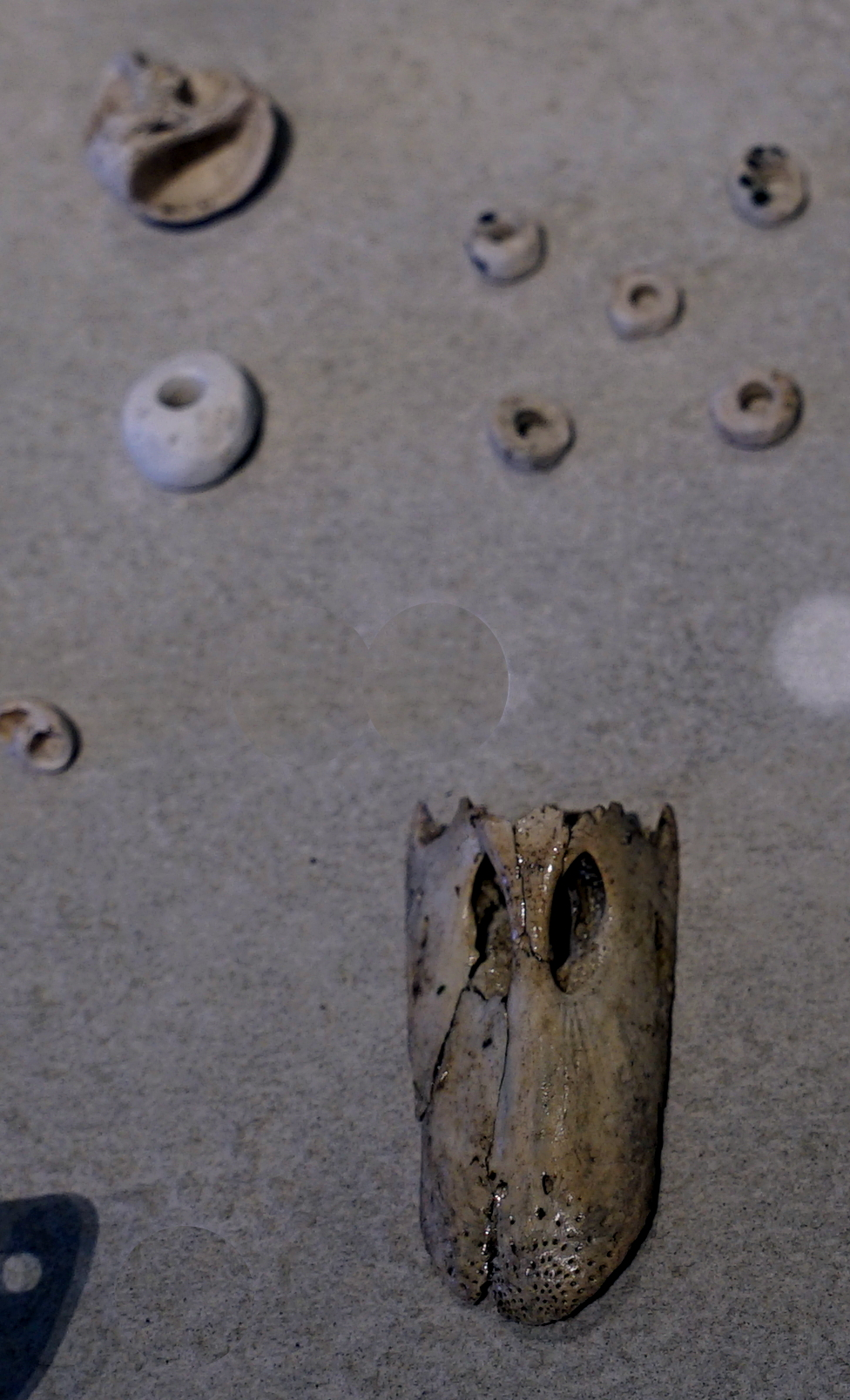
Kammer 1
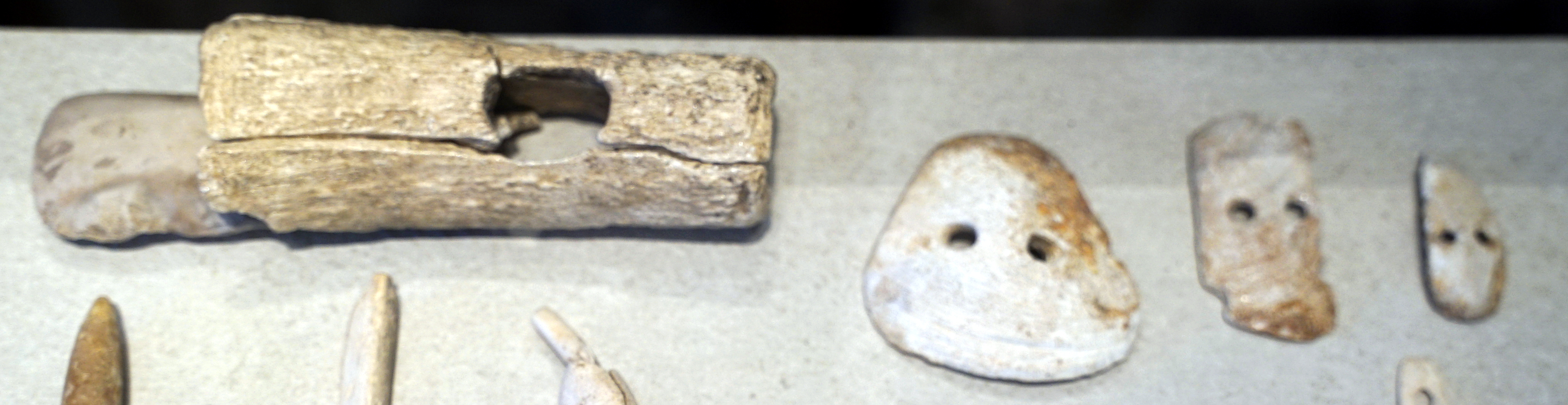
Kammer 2
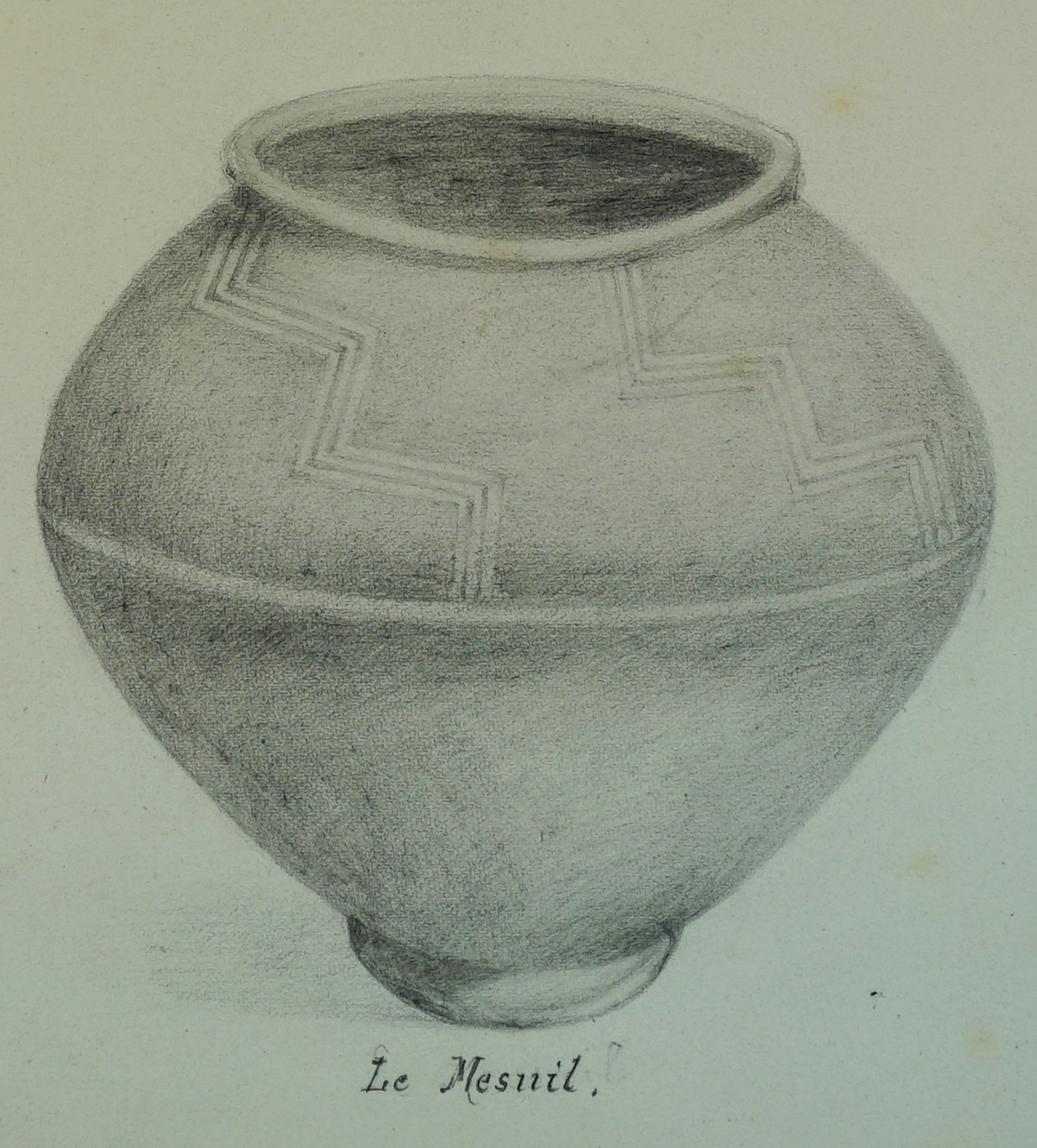
Keramik

## Zeitstellung
Nach der Analyse der Einbringsel war das Grab eine Anlage der Seine-Oise-Marne-Kultur (S-O-M-Kultur), einer monolithischen Kultur zwischen dem Chasséen und der Bronzezeit (3350–3000 v. Chr.) Die ursprünglich von A. Leroi-Gourhan ermittelten Daten passten nicht in die Periode der spätjungsteinzeitlichen S-O-M-Kultur.
Die Ausgrabung von Mournouards II durch André Leroi-Gourhan 1962 markiert einen Wendepunkt in der Geschichte der Erforschung der Kollektivgräber. 50 Jahre später, wurde es notwendig, die Daten zu überprüfen, um das Denkmal in den Kontext der jüngeren archäologischen Auffindungen zu stellen. Eine anthropologische Untersuchung wurde vorgenommen, um die Knochen zu analysieren. Dies hat dazu beigetragen, die zeitliche Dimension des Hypogäums deuten. Es war damit möglich zwei Phasen der Nutzung zu unterscheiden. Durch diese Informationen wurden drei Bereiche offenbart, gekennzeichnet durch verschiedene Ebenen der individuellen und kollektiven Deponierung.